# Malien Première Division
Mallien Première Division (Malijská Premier Divize) je nejvyšší soutěž malijských fotbalových klubů.

## Týmy
- AS Bakaridjan de Barouéli
- AS Bamako
- AS Biton
- AS Commune II
- AS Nianan
- AS Réal Bamako
- AS Sigui
- AS Tata National
- Centre Salif Keita
- Cercle Olympique de Bamako
- Djoliba AC
- Stade Malien
- Stade Malien de Sikasso
- USFAS